# Pentatoma
Genre
Pentatoma est un genre d'insectes hétéroptères (punaises) de la famille des Pentatomidae. En Europe, la seule espèce présente est la punaise à pattes rousses (P. rufipes).

## Liste d'espèces
Selon NCBI (8 déc. 2015) :
- Pentatoma angulata Hsiao & Cheng
- Pentatoma illuminata
- Pentatoma japonica
- Pentatoma kunmingensis Xiong
- Pentatoma metallifera
- Pentatoma parataibaiensis Liu & Zheng, 1995
- Pentatoma rufipes (Linnaeus, 1758) — Punaise à pattes rousses
- Pentatoma semiannulata
- Pentatoma viridicornuta He & Zheng, 2006